# .hu
.hu (код ISO 3166-1 для Венгрии, англ. Hungary) — национальный домен верхнего уровня для Венгрии. Регистрация осуществляется через аккредитованных регистраторов. На 1 января 2015 года было зарегистрировано 656 185 доменов.

## История
Домен был зарегистрирован 7 ноября 1990 года. 5 января 1995 года он уже содержал 157 доменов. 1 января 2000 года количество доменов достигло 9761, 1 января 2005 — 143 648, 1 января 2010 — 483 501.

## Домены второго уровня, которые доступны для регистрации[1]
- co.hu
- 2000.hu
- erotika.hu
- jogasz.hu
- sex.hu
- video.hu
- info.hu
- agrar.hu
- film.hu
- konyvelo.hu
- shop.hu
- org.hu
- bolt.hu
- forum.hu
- lakas.hu
- suli.hu
- priv.hu
- casino.hu
- games.hu
- media.hu
- szex.hu
- sport.hu
- city.hu
- hotel.hu
- news.hu
- tozsde.hu
- tm.hu
- erotica.hu
- ingatlan.hu
- reklam.hu
- utazas.hu

Запрещены к регистрации следующие домены: accomodation.hu, broker.hu, jacht.hu, pc.hu, turizmus.hu, aruhaz.hu, business.hu, kamat.hu, search.hu, voip.hu, aukcio.hu, butor.hu, konyv.hu, szabadido.hu, vpn.hu, auto.hu, cash.hu, magazin.hu, telek.hu, befektetes.hu, credit.hu, oras.hu, trade.hu, house.hu, orszag.hu, translation.hu, travel.hu.
Список защищённых слов, которые запрещены в использовании в качестве доменных имен: ac, email, info, nom, sport, arpa, e-mail, internet, ns, tm, biz, firm, iskola, nui, web, co, ftp, mail, org, www, com, gov, mx, pp, dns, ind, net, priv.